# Bessera elegans
Bessera elegans là một loài thực vật có hoa trong họ Măng tây. Loài này được Schult.f. mô tả khoa học đầu tiên năm 1829.